# Michael Lamey
Michael Lamey (Amsterdam, 29 novembre 1979) è un ex calciatore olandese, di ruolo difensore.

## Carriera
Cresciuto nell'Ajax, ha esordito in Eredivisie con il RKC Waalwijk di Martin Jol. Nel 2002, comprato dal PSV, è andato in prestito all'AZ Alkmaar, e la stagione successiva all'Utrecht. Nel 2004 è tornato al PSV, e nel 2007 è stato ceduto al Duisburg, squadra tedesca.
Il 9 agosto 2010 viene ceduto al Leicester City.

## Palmarès

### Club

#### Competizioni nazionali
- Campionato olandese: 3

PSV: 2004-2005, 2005-2006, 2006-2007
- Coppa dei Paesi Bassi: 2

Utrecht: 2003-2004
PSV: 2004-2005